# U očekivanju Godota
U očekivanju Godota (fra. En attendant Godot, eng. Waiting for Godot), podnaslovljena Tragikomedija u dva čina, drama je Samuela Becketta, napisana 1948. – 1949. na francuskom, a izdana 1952. Beckett je dramu napisao na svojem drugom jeziku, a na materinji engleski, preveo ju je 1954. godine.

## Radnja
U očekivanju Godota je drama u dva čina. Kao što sam naslov kaže, dva glavna lika Vladimir (znan i kao Didi) i Estragon (znan i kao Gogo) čekaju dolazak Godota. Njih su dva najvjerojatnije skitnice koji su se prije sastali s misterioznim Godotom koji im je rekao da ga čekaju na mjestu gdje su oni na početku drame. Drama počinje Vladimirovim dolaskom na pozornicu. On ugleda Estragona i drago mu je što ga vidi. Oni se raspričaju sve dok Estragon ne krene izuti svoje cipele. Nakon molbi za pomoć i mučenja oko svlačenja, Estragon napokon skida cipele. No, nakon toga se pojavljuje pitanje što raditi sada. Neko vrijeme pričaju o svojoj prošlosti i o nekim tekstovima i događajima iz Svetog Pisma, sve dok ne primijete jedno stablo. Pogledaju ga i počinju govoriti što bi mogli napraviti. Estragon odjednom dođe do ideje da se objese, no nemaju uže da se objese. Njihova razmišljanja i prepirke prekida iznenadni Pozzov dolazak. On im po svom dolasku tvrdi da oni stoje na njegovoj zemlji. Pozzo nije došao sam, nego sa svojim slugom Luckyem. Pozzo im objašnjava mnogo stvari od kojih je jedna sumrak. Pozzo im je tik prije njegovog odlaska objasnio pojam sumraka i kako pada noć. Prije svog odlaska on im je rekao dosta toga o Luckyu, i oni su od njega htjeli da on pleše i misli. Lucky je plesao i iznio svoje mišljenje o jako dubokoumnoj temi, ali s jako nerazumljivim govorom tako da ga je Pozzo prekinuo. Prije odlaska Lucky je ugrizao i ozlijedio Estragona. Prije njihovog dolaska dolazi dječak koji Vladimiru kaže da Godot neće doći danas, nego sigurno sutra. Također saznajemo da dječak živi i radi kod Godota i da ima brata kojeg Godot tuče. Konačno je pala noć i Vladimir i Estragon su se odlučili razići preko noći. Time završava prvi čin drame.
Početak drugog čina je isti kao i prvi. Vladimir se na isto mjesto vraća, no ovaj put je pozornica bez Estragona. Nakon kratkog vremena na pozornicu dotrčava Estragon sav uplašen govoreći da ga prati desetak ljudi koji su ga već istukli i žele ga i sada istući. Vladimir mu kaže da se smiri i da se ne boji ničega dok su skupa. Kada su obojica shvatili da opasnosti nema, Estragon želi da odu, no Vladimir ga podsjeti da čekaju Godota. Estragon tada predloži da se njih dva raziđu i dva puta kaže da će otići, no svaki put ostane na mjestu. Tada nakon njihovih prepirki na pozornicu upadaju Lucky i Pozzo, no obojica se odmah sruše i ne mogu se dići. Vladimir objašnjava Estragonu, koji tvrdi da se ne sjeća ničeg od jučer i da nisu jučer bili ovdje, da jesu i da su i Lucky i Pozzo bili tamo. Kada Vladimir i Estragon priđu Pozzu on im kaže da je oslijepio. Oni mu pomažu da se ustane, no i oni sami padnu i ne mogu ustati, no to im nakon nekog vremena uspije. Pozzo još uvijek traži njihovu pomoć. Njih dvojica razmišljaju i dvoume se i na kraju mu pomognu. On im onda kaže da dignu i Luckya, što oni i naprave po Pozzovim instrukcijama. Oni ga tada zamole da Luckyu kaže da pjeva ili misli, no on im kaže da je Lucky onijemio. Pozzo i Lucky onda odu. Vladimir se neko vrijeme čudi o ljudskom postojanju i o samome sebi, dok Estragon za to vrijeme spava. Vladimir probudi Estragona i njih dvojica se još malo prepiru. Malo prije noći, ponovno dolazi dječak koji im ponovno kaže isto, da će Godot sigurno doći sutra. No dječak Vladimiru ovaj put tvrdi da ga se ne sjeća i da on jučer nije bio ovdje. Vladimir ga pokušava razuvjeriti, no to mu ne ide od ruke. U tom razgovoru saznajemo da Godot ima bijelu bradu i da se dječakov brat razbolio. Dječak odlazi, a Vladimir i Estragon ponovno gledaju stablo i ponovno se žele objesiti, no nemaju uže. Oni odlučuju da će se i sutra vratiti na isto mjesto, ali da će ovaj put donijeti uže. Kraj ovog djela vrlo je smiješan i često citiran:
VLADIMIR: Onda, idemo?
ESTRAGON: Idemo!
(ostaju na mjestu)

## Godot
Cijela radnja ove drame vrti se oko čekanja jedne osobe – Godota. Vladimir i Estragon cijelo vrijeme čekaju Godota u nadi da će im njegov dolazak donijeti svijetlo u život. No Godot nije došao i Vladimir i Estragon govore da će dolaziti na to mjesto sve dok on ne dođe. Godot svaki put šalje dječaka koji im govori da će Godot doći idući dan. Tako se njihovo beskrajno čekanje Godota nastavlja. Na kraju djela mi ne saznajemo ništa osim toga da će se oni vratiti. 
Misteriozni Godot vuče se kroz cijelo djelo, a o njemu ne saznajemo baš ništa osim da ima bijelu bradu i da tuče dječakova brata. Važne činjenice kao tko je on, kako izgleda (osim brade) i zašto ga Vladimir i Estragon čekaju i kako im on može pomoći ne saznajemo. Čak ni sam Beckett nije odao tajnu misterioznog gospodina Godota.

## Likovi
- Vladimir je jedan od dvojice glavnih likova. On je Estragonov najbolji prijatelj i druže se cijeli život. On je veći od Estragona i brani ga cijeli život. Vladimir je dosta obrazovan za osobe koji vode onakav život i uvijek objašnjava Estragonu mnoge stvari.

- Estragon je drugi od dvojice glavnih likova. Vladimirov je najbolji prijatelj i uvijek su skupa, unatoč tome što je Estragon mnogo puta predložio da se rastanu. Estragon je manji i slabiji, i puno gluplji od Vladimira zato je uvijek pod njegovom protekcijom.

- Pozzo je sporedan lik u ovoj drami. On je jedan pametan putnik koji se kroz dramu pojavljuje sa svojim slugom Luckyem. Glavne likove naučio je dosta stvari, ali u drugom činu je oslijepio i jedini oslonac mu je bio Lucky.

- Lucky je Pozzov vjerni sluga. On je već star i nije sposoban ni za što, zato svoje poslove služenja obavlja što bolje može u nadi da će ga Pozzo zadržati. Prije je znao mnogo stvari kao ples, čitanje i mišljenje. Na Pozzovu zapovijed jednom je plesao i mislio, ali ne baš uspješno. U zadnjem činu saznajemo da je Lucky gluhonijem.

- Dječak radi za Godota. Svaki dan on bi došao kod Vladimira i informirao ga da će Godot doći idući dan, no Godot nije došao. Njegov brat i on rade kod Godota i poprilično im je dobro, osim što Godot tuče njegova brata povremeno.

## Izvedbe
Praizvedba je održana 1953. u Parizu na francuskom, u režiji Rogera Blina. Engleska je verzija praizvedena 1955. u Londonu, u režiji Petera Halla. U Jugoslaviji djelo je prvi puta izvedeno u Beogradu 1956. Hrvatska je premijera, prema prijevodu Alke Škiljan iz 1957., održana 1966. u RANS-u Moša Pijade, tadašnjoj zamjenskoj pozornici Drame Hrvatskog narodnog kazališta. Redatelj je bio Zvonimir Bajsić, scenograf i kostimograf Miše Račić. Izvođači su bili:
- Vladimir: Ivo Šubić

- Estragon: Fabijan Šovagović

- Pozzo: Sven Lasta

- Lucky: Kruno Valentić

- Dječak: Marinko Ćosić

Drama je utjecala na hrvatskog redatelja Fadila Hadžića,  čiji je film Idu dani iz 1970. opisan kao "balkanska varijacija na temu očekivanja Godota".

## Unutarnje poveznice
- Dodatak:Le Mondeovih 100 knjiga stoljeća

## Vanjske poveznice
- Uvod u djelo (engl.)
- Tekst drame  Arhivirana inačica izvorne stranice od 10. svibnja 2011. (Wayback Machine) (engl.)
- Studija drame  Arhivirana inačica izvorne stranice od 21. listopada 2010. (Wayback Machine) (engl.)